# Carentan
Carentan – miejscowość i dawna gmina we Francji, w regionie Normandia, w departamencie Manche. W 2013 roku jej populacja wynosiła 6423 mieszkańców. 
W dniu 1 stycznia 2016 roku z połączenia czterech ówczesnych gmin – Angoville-au-Plain, Carentan, Houesville oraz Saint-Côme-du-Mont – utworzono nową gminę Carentan-les-Marais. Siedzibą gminy została miejscowość Carentan. 

## Historia
Podczas II wojny światowej miejscowość Carentan była jednym z punktów strategicznych podczas Operacji Overlord. W dniach 10–15 czerwca 1944 roku rozegrała się tu bitwa pomiędzy siłami armii amerykańskiej i niemieckiego Wehrmachtu. Zdobycie miasta przez 101 Dywizję Powietrznodesantową pozwoliło na połączenie sił z plaży Omaha z resztą sił alianckich z głównych wyładunków na plaży Utah. 

## Transport
W miejscowości znajduje się stacja kolejowa Gare de Carentan na linii Mantes-la-Jolie – Cherbourg.

## Obecność w kulturze masowej
Carentan pojawiło się w wielu grach komputerowych osadzonych w czasach II wojny światowej, takich jak: Call of Duty i Call of Duty 2 w mapach do rozgrywki wieloosobowej. Spotkać je można także w: Company of Heroes, R.U.S.E., Men of War, Brothers in Arms: Road to Hill 30, Brothers in Arms: Earned in Blood, Hell Let Loose i Battlefield 1942 jako mapa "Bocage". 